# Biblioteca Conrad Schick
La Biblioteca Conrad Schick es una biblioteca de investigación pequeña ubicada en la Iglesia de Cristo en Jerusalén, Israel. Fundada en 2007, recibe su nombre en honor del misionero alemán Conrad Schick, que fue un arquitecto, urbanista y un arqueólogo importante en Jerusalén. Schick fue contratado por el Ministerio de la Iglesia desde 1850 hasta su muerte en 1901, y muchos de esos años trabajó en la "iglesia de Cristo". La biblioteca cuenta con una serie de planos arquitectónicos de Schick, así como una cierta correspondencia personal. 
La biblioteca está especializada en la participación de cristianos evangélicos en el moderno Oriente Medio, en concreto en el ámbito de la política, la educación, el trabajo médico y la exploración de la Tierra Santa. También tiene una serie de cartas, documentos y publicaciones relacionadas con las actividades locales de los cristianos en Palestina en el siglo XIX.